# Stanislav Ledabyl
Stanislav Ledabyl (13. února 1919 Uhřice – 6. ledna 1973 Vyškov) byl římskokatolický kněz a po roce 1948 politický vězeň. Věnoval se dětem a mládeži, byl členem Junáka a Orla.

## Život
Vystudoval gymnázium v Bučovicích, následně nastoupil do semináře v Brně. Na kněze byl vysvěcen 19. června 1943. Jako kaplan působil v Tišnově, poté v roce 1950 nastoupil jako administrátor fary v Doubravníku. V roce 1951 byl zatčen a následně v roce 1952 odsouzen v procesu se skupinou „agentů Vatikánu, organizátorů rozvratných skupin, špionů a teroristů“. Dostal trest 14 let vězení, na svobodu byl propuštěn při amnestii v roce 1960. Začal pracoval jako dělník v Brně, kněžskou službu začal vykonávat od roku 1967 jako administrátor v Brankovicích. Zemřel 6. ledna 1973 ve Vyškově a byl pohřben do kněžského hrobu na hřbitově u farního kostela v Milonicích.